# Stolpen
Stolpen is een gemeente en plaats in de Duitse deelstaat Saksen, gelegen in de Landkreis Sächsische Schweiz-Osterzgebirge. De plaats telt 5.564 inwoners.
Ten zuiden van de plaats staat het Schloss Stolpen.

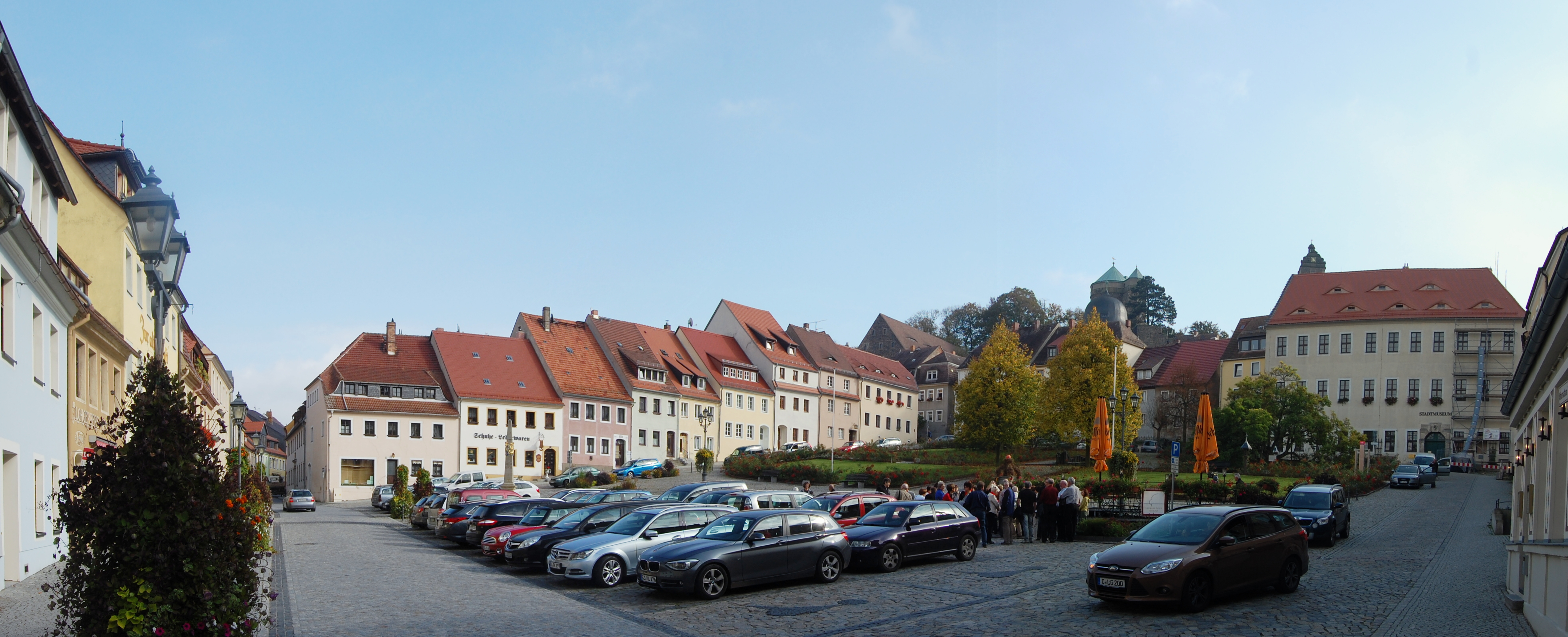
Stolpen in 2014